# Tour du Poitou-Charentes 2012
Il Tour du Poitou-Charentes 2012, ventiseiesima edizione della corsa, si svolse dal 21 al 24 agosto 2012 su un percorso di 679 km ripartiti in 4 tappe (la terza suddivisa in due semitappe), con partenza da Villebois-Lavalette e arrivo a Poitiers. Fu vinto dall'australiano Luke Durbridge della Orica-GreenEDGE davanti al francese Jérémy Roy e all'ungherese László Bodrogi.

## Tappe
| Tappa  | Data      | Percorso                                            | km    | Vincitore di tappa | Leader cl. generale |
| ------ | --------- | --------------------------------------------------- | ----- | ------------------ | ------------------- |
| 1ª     | 21 agosto | Villebois-Lavalette > Royan                         | 182   | Aidis Kruopis      | Aidis Kruopis       |
| 2ª     | 22 agosto | Royan > Melle                                       | 186,8 | Aidis Kruopis      | Aidis Kruopis       |
| 3ª-1ª  | 23 agosto | Pleumartin > La Roche-Posay                         | 99,4  | Giacomo Nizzolo    | Aidis Kruopis       |
| 3ª-2ª  | 23 agosto | La Roche-Posay > La Roche-Posay (cron. individuale) | 22,1  | Luke Durbridge     | Luke Durbridge      |
| 4ª     | 24 agosto | Melle > Poitiers                                    | 188,8 | Francisco Ventoso  | Luke Durbridge      |
| Totale | Totale    | Totale                                              | 679   |                    |                     |

## Dettagli delle tappe

### 1ª tappa
- 21 agosto: Villebois-Lavalette > Royan – 182 km

| Pos. | Corridore           | Squadra            | Tempo    |
| ---- | ------------------- | ------------------ | -------- |
| 1    | Aidis Kruopis       | Orica              | 4h41'54" |
| 2    | Yauheni Hutarovich  | FDJ                | s.t.     |
| 3    | Evaldas Siskevicius | La Pomme Marseille | s.t.     |

| Pos. | Corridore          | Squadra            | Tempo    |
| ---- | ------------------ | ------------------ | -------- |
| 1    | Aidis Kruopis      | Orica              | 4h41'44" |
| 2    | Thomas Vaubourzeix | La Pomme Marseille | a 1"     |
| 3    | Yauheni Hutarovich | FDJ                | a 4"     |

### 2ª tappa
- 22 agosto: Royan > Melle – 186,8 km

| Pos. | Corridore          | Squadra | Tempo    |
| ---- | ------------------ | ------- | -------- |
| 1    | Aidis Kruopis      | Orica   | 5h08'53" |
| 2    | Adrien Petit       | Cofidis | s.t.     |
| 3    | Yauheni Hutarovich | FDJ     | s.t.     |

| Pos. | Corridore          | Squadra            | Tempo    |
| ---- | ------------------ | ------------------ | -------- |
| 1    | Aidis Kruopis      | Orica              | 9h50'27" |
| 2    | Yauheni Hutarovich | FDJ                | a 8"     |
| 3    | Thomas Vaubourzeix | La Pomme Marseille | a 11"    |

### 3ª tappa - 1ª semitappa
- 23 agosto: Pleumartin > La Roche-Posay – 99,4 km

| Pos. | Corridore           | Squadra                 | Tempo    |
| ---- | ------------------- | ----------------------- | -------- |
| 1    | Giacomo Nizzolo     | RadioShack              | 2h14'37" |
| 2    | Denis Flahaut       | Roubaix Lille Metropole | s.t.     |
| 3    | Maxime Le Montagner | Veranda Rideau          | s.t.     |

| Pos. | Corridore          | Squadra            | Tempo     |
| ---- | ------------------ | ------------------ | --------- |
| 1    | Aidis Kruopis      | Orica              | 12h05'04" |
| 2    | Yauheni Hutarovich | FDJ                | a 8"      |
| 3    | Thomas Vaubourzeix | La Pomme Marseille | a 11"     |

### 3ª tappa - 2ª semitappa
- 23 agosto: La Roche-Posay > La Roche-Posay (cron. individuale) – 22,1 km

| Pos. | Corridore      | Squadra | Tempo  |
| ---- | -------------- | ------- | ------ |
| 1    | Luke Durbridge | Orica   | 26'30" |
| 2    | Jérémy Roy     | FDJ     | a 9"   |
| 3    | László Bodrogi | Type 1  | a 17"  |

| Pos. | Corridore      | Squadra | Tempo     |
| ---- | -------------- | ------- | --------- |
| 1    | Luke Durbridge | Orica   | 12h31'54" |
| 2    | Jérémy Roy     | FDJ     | a 9"      |
| 3    | László Bodrogi | Type 1  | a 12"     |

### 4ª tappa
- 24 agosto: Melle > Poitiers – 188,8 km

| Pos. | Corridore         | Squadra      | Tempo    |
| ---- | ----------------- | ------------ | -------- |
| 1    | Francisco Ventoso | Movistar     | 4h05'19" |
| 2    | Thomas Voeckler   | Europcar     | s.t.     |
| 3    | Marco Haller      | Katusha Team | s.t.     |

| Pos. | Corridore      | Squadra | Tempo     |
| ---- | -------------- | ------- | --------- |
| 1    | Luke Durbridge | Orica   | 16h37'13" |
| 2    | Jérémy Roy     | FDJ     | a 6"      |
| 3    | László Bodrogi | Type 1  | a 11"     |

## Classifiche finali

### Classifica generale
| Pos. | Corridore              | Squadra           | Tempo     |
| ---- | ---------------------- | ----------------- | --------- |
| 1    | Luke Durbridge         | Orica-GreenEDGE   | 16h37'13" |
| 2    | Jérémy Roy             | FDJ               | a 6"      |
| 3    | László Bodrogi         | Team Type 1       | a 11"     |
| 4    | Jean-Christophe Peraud | Ag2r-La Mondiale  | a 22"     |
| 5    | Thomas Voeckler        | Team Europcar     | a 26"     |
| 6    | Marc Goos              | Rabobank          | a 35"     |
| 7    | Rui Costa              | Movistar Team     | s.t.      |
| 8    | Rein Taaramae          | Cofidis           | a 37"     |
| 9    | Dylan van Baarle       | Rabobank          | a 39"     |
| 10   | Ben Hermans            | RadioShack-Nissan | a 44"     |